# 芦荻山乡
芦荻山乡，是中华人民共和国湖南省常德市武陵区下辖的一个乡镇级行政单位。

## 行政区划
芦荻山乡下辖以下地区：
马家吉社区、芦山村、祠堂寺村、岩桅子村、金狮堤村、毛坪里村、社木铺村、蓼子坪村、天井港村、玉带桥村、大关庙村、观音寺村、双往当村、苗儿港村、李白溪村、伍家坪村、张家堰村、台家铺村、石公庙村、小井港村、熊家坪村和罗家岗村。